# Руибаль, Хавьер
Хавье́р Руиба́ль (исп. Javier Ruibal; род. 15 мая 1955 года, Кадис) — испанский певец, поэт, гитарист и бард.
Работает в жанре джаз-фьюжн, фламенко, рок.

## Творческая деятельность
Пишет песни на свои стихи, в которых проглядывает влияние таких испанских поэтов, как Рафаэль Альберти и Федерико Гарсиа Лорка. Также пишет песни для коллег, известных певцов и бардов — Хавьера Краэ, Аны Белен, Пасьон Веги и др. Пел с Хоакином Сабиной, Пабло Миланесом, Кармен Парис. С 1978 года гастролирует как в Испании, так и за её пределами. Пишет музыку для кино, участвует в телевизионных проектах.
В 2002 году посетил Москву с концертом в театре «Эрмитаж»

## Дискография
- 1983 — Дюна (исп. Duna)
- 1986 — Небесное тело (исп. Cuerpo Celeste)
- 1989 — Кожа Сары (исп. La Piel De Sara)
- 1994 — Пансион Триана (исп. Pensión Triana)
- 1997 — Контрабанда (исп. Contrabando)
- 2001 — Дамы вперед (исп. Las Damas Primero)
- 2003 — Сахара (исп. Sáhara)
- 2005 — О чём говорят твои губы (исп. Lo Que Me Dice Tu Boca)
- 2011 — Мечта (или Сон) (исп. Sueño)

## Награды
28 февраля 2007 года Хавьер Руибаль получил от Андалусии медаль за совокупность заслуг в искусстве.
В 2009 году был выбран прегонеро карнавала в Кадисе, то есть открывал его своим выступлением — высокая честь для любого исполнителя.